# Elidar
Ne doit pas être confondu avec Elidar (woreda).
Elidar est une ville du nord-est de l'Éthiopie, située dans la Zone Administrative 1 de la région Afar près de la frontière avec Djibouti. Elle compte 2 302 habitants au recensement de 2011 et se situe à 418 mètres d'altitude.